# Ranunculus rotundatus
Ranunculus rotundatus är en ranunkelväxtart som beskrevs av E. Borchers-kolb. Ranunculus rotundatus ingår i släktet ranunkler, och familjen ranunkelväxter. Inga underarter finns listade i Catalogue of Life.